# Jaguariaíva
Jaguariaíva est une ville brésilienne du centre-est de l'État du Paraná. Sa population était estimée à 34 285 habitants en 2014.